# Гереев, Юсуп
Юсуп Гереев (имя при рождении — Яков Сирмайс; 1903—1941) — советский кумыкский писатель, драматург.

## Биография
Родился 20 декабря 1903 года в семье учителя. Отец был по национальности латыш, мать — русская. Мальчик рано стал сиротой, и его усыновил друг отца, кумыкский крестьянин Арсу Гереев из Халимбекаула. Арсу Гереев дал малышу имя своего погибшего брата Юсупа.
Кумыкский язык стал для Юсупа Гереева вторым родным. Он окончил аульную школу, затем учился в семинарии по подготовке учителей в Азербайджане. В 1924 году посещал юридические кур
сы в Ростове-на-Дону. В 1925—1927 годах служил армии. С 1927 года на партийной работе. Был инструктором Буйнакского райкома ВКП (б), следователем, прокурором Буйнакского района, заместителем редактора газеты «Елдаш». В 1929—1931 годах — помощник прокурора, в 1931—1934 годах — ответственный секретарь Хасавюртовского райкома ВКП (б), в 1934—1935 годах — член бюро горкома ВКП (б). В 1936 году стал членом Союза писателей СССР и назначен ответственным секретарём. 15 октября 1938 года был арестован, освобождён 9 января 1940 года за недостаточностью улик. Погиб 27 ноября 1941 года в Хасавюрте, попав под поезд при переходе железной дороги.

## Творчество
Начал публиковаться в конце 1920-х годов. Его рассказы были посвящены антирелигиозной тематике, они публиковались в республиканских газетах «Ленинский путь» и «Дагестанская правда». В 1927 году выпустил сборник «Лекарство от беды человека». В 1928 году вышли в свет его книги «Спутник» и «Самые полезные молитвы». В 1930-х годах много писал о советской современности, в частности о деревне (рассказы «Абаз», «Басмилла», «Планы Ажай», «Заботы Маржанат» и другие). В рассказе «Устаз» он продолжил высмеивать религиозные предрассудки. В 1934 году вышла его повесть «Весна, пришедшая с Севера» («Шималдан гелген язбаш»), в которой Юсуп Гереев описывает борьбу за установление советской власти в Дагестане. В 1935 году была опубликована его книга рассказов на русском языке «Неудача». Написал пьесы «Шамиль» и «Кто кого?». Перевёл на кумыкский язык роман Дмитрия Фурманова «Чапаев». Для Кумыкского драматического театра перевёл пьесы «Честь» Мдивани, «Огни маяка», «Гора» и «Мы идём» Карасёва.

## Сочинения
- Молла Насрутдинни сапар ёлдашы, Махачкала, 1962; в рус. пер. — Неудача. Сб. рассказов и повесть, Пятигорск, 1935;
- Рассказы, Махачкала, 1955;
- Весна, пришедшая с Севера. [Сборник], Махачкала, 1959.